# Staffelbach
Staffelbach est une commune suisse du canton d'Argovie dans le district de Zofingue.

Photo aérienne prise à 2000 m par Walter Mittelholzer (1923).